# 夏威夷盖饭
夏威夷蓋饭（直译：「切塊」，發音：[poke]）是夏威夷人的一種料理生魚的方法，將生魚切塊，然後用醬汁醃漬後蓋於米飯上。
傳統上，夏威夷蓋飯在夏威夷作為一種涼菜，主要食材为小珊瑚魚和章魚，以海鹽醃漬好後輔以石栗和黎姆。黎姆在夏威夷語中是泛指生活在水下的各種植物，在這裡通常是指可食用的海藻。
隨著日本移民的到來，日本料理對原本的夏威夷蓋飯從用料到形式產生了極大的改變。除了原有的食材外，鮪魚更為流行，還可加有毛豆、日式海藻，調味料則變為醬油、小蔥以及香油和柚子醋，並以蓋飯的形式佐壽司薑作為主菜出售。
在傳到美國西岸後，主料則可選為鮭魚，當地流行的酪梨、以及墨西哥辣椒和玉米也會被當做食材，而醬料則包括是拉差香甜辣椒醬甚至芥末蛋黄醬